# Finales de la NBA de 2010
Las finales de la NBA enfrentan, al mejor de siete partidos, a los equipos campeones de las eliminatorias de la Conferencia Oeste y de la Conferencia Este. El equipo que primero consiga ganar cuatro partidos o finales será el campeón de la temporada 2009-2010.
El representante de la Conferencia Este eran los Boston Celtics, que consiguieron su clasificación para la final de la NBA el 28 de mayo, al ganar el sexto partido de su eliminatoria contra Orlando, por 96-84. De este modo, los Celtics disputan su segunda final en tres años, después de ganar el campeonato de 2008.
Por parte de la Conferencia Oeste se clasificó, el 29 de mayo, el equipo de Los Angeles Lakers, que tras ganar por 103-111 en el sexto encuentro de su serie en la pista de los Suns de Phoenix, se medirían a Boston en la Final de la NBA, a partir del 3 de junio. De esta forma, el conjunto angelino conseguía llegar a las finales por tercer año consecutivo y podía defender su título de vigente campeón.
Esta era la duodécima vez que se enfrentaban estos conjuntos en la final de la NBA. Era, a su vez, la final más repetida en la historia de la liga. Para los Lakers, se trataba de su 31.ª aparición en una final, por la 21ª de los Celtics de Boston. En porcentaje de victorias en finales existía una gran diferencia, mientras Lakers había necesitado de 30 presencias para ganar 15 campeonatos (50%), los Celtics habían aparecido en 20 para garantizar 17 títulos (85%). Además, existía otra gran diferencia estadística. En las 11 finales anteriores, el factor-cancha había sido decisivo, exceptuando la final de 1969, puesto que Lakers había ganado solo dos (1985 y 1987), mientras que Boston se había llevado las nueve restantes.